# Прапор Рясного
Пра́пор Рясно́го — офіційний символ села Рясне Ємільчинського району Житомирської області, затверджений 14 червня 2013 р. рішенням XVII сесії Рясненської сільської ради VI скликання.

## Опис
Квадратне полотнище горизонтально поділене на дві рівновеликі частини — зелену і червону — хвилястою синьою лінією завширшки в 1/12 сторони полотнища. На нижній частині по центру три жовті колоски пшениці, зв'язані в пучок.
Автор — Михайло Максимович Кириленко.